# 서산여자고등학교
서산여자고등학교(瑞山女子高等學校)는 대한민국 충청남도 서산시 석림동에 있는 공립 고등학교이다.

## 학교 연혁
- 1955년 4월 27일 : 서산여자중학교에 병설인가(보통과 3학급)
- 1955년 5월 18일 : 서산여자고등학교 개교
- 1979년 10월 15일 : 학칙변경(보통과 27학급)
- 1989년 1월 30일 : 학칙변경(산업체 특별학급 병설인가 3학급)
- 1991년 8월 27일 : 학칙변경(보통과 21학급, 상업과 6학급)
- 1996년 8월 19일 : 학칙변경(산업체 특별학급 폐지)
- 2023년 2월 10일 : 제66회 졸업식 졸업생 249명 (총 19,604명)
- 2023년 3월 2일 : 2023학년도 입학 신입생 304명
- 2023년 9월 1일 : 제29대 조규호 교장 취임

## 참고 자료
- 서산여자고등학교 - 한국교육학술정보원 학교알리미